# 米哈伊利夫卡 (柳巴希夫卡市鎮)
47°37′51″N 30°17′7″E / 47.63083°N 30.28528°E
米哈伊利夫卡（烏克蘭語：Михайлівка）是位於烏克蘭西南部的村莊，由敖德薩州波季利斯克區的柳巴希夫卡市鎮負責管轄。該村始建於1792年，面積0.89平方公里，海拔高度48米，2001年人口273，人口密度每平方公里306.05人。